# Jama (priimek)
Jama je priimek v Sloveniji, ki ga je po podatkih Statističnega urada Republike Slovenije na dan 1. januarja 2010 uporabljalo 28 oseb.

## Znani nosilci priimka
- Matija Jama (1872—1947), slikar, član SAZU